# Barisia herrerae
Espèce
Statut de conservation UICN

 EN B1ab(iii) : En danger
Le Barisia herrerae est une espèce de lézard appartenant à la famille des Anguidae. Endémique du Mexique, il est souvent observé dans des habitats forestiers ou montagneux, où il se camoufle parmi les rochers et la végétation. Comme de nombreux membres de sa famille, ce lézard a un corps allongé et des écailles protectrices. Souvent méconnu, il joue un rôle essentiel dans son Écosystème en contrôlant les populations d'insectes.

## Répartition
Cette espèce se trouve principalement dans les forêts de pins et de chênes à des altitudes élevées, où elle préfère les environnements rocheux et frais.

## Étymologie
Cette espèce est nommée en l'honneur d'Alfonso L. Herrera.